# Standish Cagney
Pour les articles homonymes, voir Cagney.
Standish John Cagney, né le 29 juin 1900 à Harrow on the Hill (Angleterre) et mort le 9 mai 1962 à Eton, est un joueur de rugby à XV qui a évolué avec l'équipe d'Irlande au poste de deuxième ligne. 

## Carrière
Il a disputé son premier test match le 14 mars 1925 contre l'équipe du pays de Galles. Son dernier test match fut contre l'équipe d'Angleterre le 9 mars 1929. Standish Cagney a remporté le Tournoi des cinq nations de 1926 et celui de 1927. 

## Palmarès
- Vainqueur du tournoi des cinq nations en 1926 et 1927

## Statistiques en équipe nationale
- 13 sélections en équipe nationale
- Sélections par années : 1 en 1925, 4 en 1926, 1 en 1927, 4 en 1928, 3 en 1929
- Tournois des Cinq Nations disputés: 1925, 1926, 1927, 1928, 1929